# Cerrejonisuchus
Cerrejonisuchus é um gênero réptil extinto do período Paleoceno da formação Cerrejón da Colômbia. Há uma única espécie descrita para o gênero Cerrejonisuchus improcerus.